# Aureofungus yaniguaensis
Aureofungus é um gênero extinto de fungos monotípicos da ordem Agaricales. Atualmente contém a única espécie Aureofungus yaniguaensis .
O gênero é conhecido apenas do início do Mioceno, estágio burdigaliano, depósitos de âmbar dominicano na ilha de Hispaniola. Aureofungus é uma das únicas quatro espécies conhecidas de fungos agáricos conhecidas no registro fóssil e a terceira a ser descrita a partir do âmbar dominicano.